# Jim Carroll
James Dennis "Jim" Carroll född 1 augusti 1949, död 11 september 2009, var en amerikansk författare, poet och punkmusiker. Carroll är mest känd för sin självbiografi från 1978 The Basketball Diaries. Boken filmatiserades 1995 och fick den svenska titeln På driven i New York där Leonardo DiCaprio spelade Carroll.
Bandet som Carroll spelade i hette Amsterdam men bytte sedan namn till The Jim Carroll Band. Deras största hit "People Who Died" från 1980 har använts som filmmusik i bland annat E.T. the Extra-Terrestrial från 1982 och Dawn of the Dead från 2004. Runaway är en EP från år 2000. Låten användes även i filmen Tuff Turf med bland andra Robert Downey Jr och James Spader.